# 郵便税切手

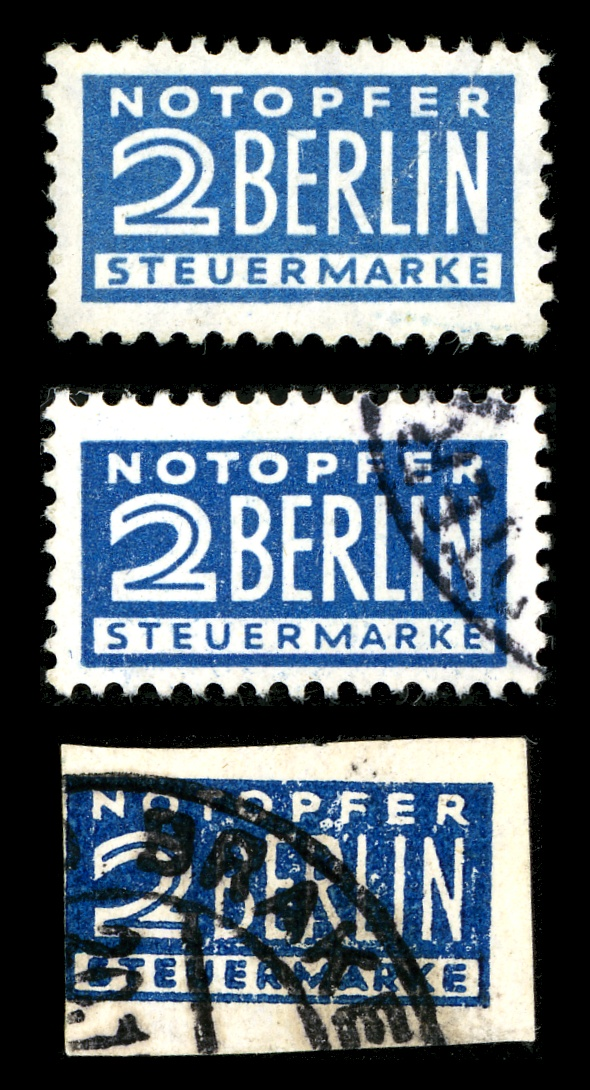
西ベルリン市内で使用された郵便税切手（1948年、:de:Notopfer Berlin）

郵便税切手（ゆうびんぜいきって）とは、一定期間に差し出される郵便物を対象に正規の郵便料金とは別に、郵便物自体に課税する際に、その税を徴収するために貼り付けさせる切手である。日本では発行された事はない。

## 概要
郵便税切手は中南米諸国や旧ユーゴスラビアなどで数多く発行されていた。多くは印紙のような小型サイズの切手で単色印刷の簡単なデザインのものが多い。目的は必ずしも公共の目的ではなく、財政赤字の補填を目的とすることもある。同様なものとしては戦費調達を目的とする戦時税切手がある。こちらは「戦争終結」まで義務化される場合が多い。著名な郵便税切手として、1948年のベルリン封鎖では西ベルリン市内で発送される郵便物に添付が義務付けられたものである。